# 974 a.C.
Il 974 a.C. (CMLXXIV a.C. in numeri romani) è un anno  del X secolo a.C.

## Eventi
- Apparizione, in primavera, di una cometa nella regione polare dell'emisfero boreale